# Persone di nome Karel
| Questa pagina contiene informazioni ricavate automaticamente dalle voci biografiche con l'ausilio del template Bio e di un bot. L'aggiornamento è periodico e automatico e ricostruisce completamente la pagina. Se manca una persona in questa lista, sei pregato di non aggiungerla, ma accertati piuttosto che la sua voce biografica contenga il template Bio e che i dati anagrafici siano correttamente compilati. Se il template Bio manca, inseriscilo tu stesso o, in alternativa, metti l'avviso {{tmp\|Bio}} che ne segnala la mancanza. Se i dati riportati sono sbagliati, correggi direttamente la voce biografica; le modifiche saranno visibili in questa lista entro pochi giorni. Per chiarimenti vedi il progetto antroponimi. La lista contiene solo le 171 persone che sono citate nell'enciclopedia e per le quali è stato implementato correttamente il template Bio. Pagina aggiornata al 6 ago 2025. |

Questa è una lista di persone presenti nell'enciclopedia che hanno il nome Karel, suddivise per attività principale.

## Allenatori di calcio(10)
- Karel Brückner, allenatore di calcio e ex calciatore cecoslovacco (Olomouc, n. 1939)
- Karel Finek, allenatore di calcio e calciatore cecoslovacco (Hradec Králové, n. 1920 - † 1989)
- Karel Geraerts, allenatore di calcio e ex calciatore belga (Genk, n. 1982)
- Karel Jarolím, allenatore di calcio e ex calciatore ceco (Čáslav, n. 1956)
- Karel Jarůšek, allenatore di calcio e ex calciatore cecoslovacco (Blansko, n. 1952)
- Karel Kolský, allenatore di calcio e calciatore cecoslovacco (Kladno, n. 1914 - Plzeň, † 1984)
- Karel Piták, allenatore di calcio e ex calciatore ceco (Hradec Králové, n. 1980)
- Karel Rada, allenatore di calcio e ex calciatore ceco (Karlovy Vary, n. 1971)
- Karel Stromšik, allenatore di calcio, dirigente sportivo e ex calciatore ceco (n. 1958)
- Karel Vácha, allenatore di calcio e ex calciatore ceco (České Budějovice, n. 1970)

## Allenatori di hockey su ghiaccio(1)
- Karel Blažek, allenatore di hockey su ghiaccio e ex hockeista su ghiaccio cecoslovacco (n. 1945)

## Ammiragli(1)
- Karel Doorman, ammiraglio e militare olandese (Utrecht, n. 1889 - Mar di Giava, † 1942)

## Archeologi(1)
- Karel Škorpil, archeologo ceco (Vysoké Mýto, n. 1859 - Varna, † 1944)

## Architetti(2)
- Karel de Bazel, architetto, incisore e designer olandese (Den Helder, n. 1869 - Amsterdam, † 1923)
- Karel Pařík, architetto ceco (Jičín, n. 1857 - Sarajevo, † 1942)

## Arcivescovi cattolici(2)
- Karel Kmetko, arcivescovo cattolico slovacco (Dolné Držkovce, n. 1875 - Nitra, † 1948)
- Karel Otčenášek, arcivescovo cattolico ceco (České Meziříčí, n. 1920 - Hradec Králové, † 2011)

## Artisti(1)
- Karel Teige, artista cecoslovacco (Praga, n. 1900 - Praga, † 1951)

## Astronomi(1)
- Karel Anděl, astronomo ceco (n. 1884 - † 1947)

## Attori(2)
- Karl Lieffen, attore tedesco (Osek, n. 1926 - Starnberg, † 1999)
- Karel Roden, attore ceco (České Budějovice, n. 1962)

## Bobbisti(1)
- Karel Růžička, bobbista cecoslovacco (n. 1909)

## Botanici(1)
- Karel Presl, botanico ceco (Praga, n. 1794 - Praga, † 1852)

## Calciatori(39)
- Karel Bejbl, calciatore cecoslovacco (Žižkov, n. 1906 - † 1962)
- Karel Burkert, calciatore cecoslovacco (Újpest, n. 1909 - Brno, † 1991)
- Karel Černý, calciatore cecoslovacco (n. 1910)
- Karel D'Haene, ex calciatore belga (Courtrai, n. 1980)
- Karel Espino, calciatore cubano (San Cristóbal, n. 2001)
- Karel Feller, calciatore cecoslovacco (Praga, n. 1898 - † 1991)
- Karel Gleenewinkel Kamperdijk, calciatore olandese (Haarlem, n. 1883 - Rijswijk, † 1975)
- Karel Heijting, calciatore olandese (Koetoardjo, n. 1883 - Parigi, † 1951)
- Karel Hejma, calciatore cecoslovacco (Kladno, n. 1905 - † 1980)
- Karel Hes, calciatore cecoslovacco (n. 1911 - † 1947)
- Karel Horák, calciatore cecoslovacco (n. 1918 - † 1988)
- Karel Hradecký, calciatore boemo (Světlá, n. 1885 - † 1967)
- Karel Hromádka, calciatore cecoslovacco (n. 1903 - † 1968)
- Karel Jehlička, calciatore cecoslovacco (Mannheim, n. 1908 - † 1988)
- Karel Kopecký, calciatore cecoslovacco (Praga, n. 1921 - Brno, † 1977)
- Karel Kotouč, calciatore boemo (n. 1881 - † 1922)
- Karel Krejčí, ex calciatore e allenatore di calcio ceco (Plzeň, n. 1968)
- Karel Kroupa, ex calciatore ceco (Brno, n. 1980)
- Karel Kroupa, ex calciatore cecoslovacco (Brno, n. 1950)
- Karel Kula, ex calciatore ceco (Třinec, n. 1963)
- Karel Meduna, calciatore cecoslovacco (Radlice, n. 1897 - † 1964)
- Karel Novák, calciatore e fotografo cecoslovacco (n. 1925 - † 2007)
- Karel Nytl, calciatore cecoslovacco (n. 1892 - † 1958)
- Karel Pešek, calciatore e hockeista su ghiaccio cecoslovacco (Olomouc, n. 1895 - Praga, † 1970)
- Karel Podrazil, calciatore cecoslovacco (Praga, n. 1905 - † 1973)
- Karel Pojezný, calciatore ceco (n. 2001)
- Karel Průcha, calciatore cecoslovacco (n. 1914 - † 1981)
- Karel Pérez, calciatore cubano (Santiago di Cuba, n. 2005)
- Karel Senecký, calciatore cecoslovacco (Praga, n. 1919 - Praga, † 1979)
- Karel Severin, calciatore cecoslovacco (Praga, n. 1899)
- Karel Snoeckx, ex calciatore belga (n. 1973)
- Karel Sokolář, calciatore cecoslovacco (n. 1907 - † 1970)
- Karel Spáčil, calciatore ceco (Prostějov, n. 2003)
- Karel Steffl, calciatore cecoslovacco (n. 1903 - † 1960)
- Karel Steiner, calciatore cecoslovacco (Praga, n. 1895 - † 1934)
- Karel Šubrt, calciatore boemo (Žižkov, n. 1891)
- Karel Čapek, calciatore cecoslovacco (n. 1925)
- Karel Čipera, calciatore cecoslovacco (Praga, n. 1899 - † 1981)
- Karel Žďárský, calciatore cecoslovacco (n. 1900)

## Canottieri(2)
- Karel Mejta, canottiere cecoslovacco (Třeboň, n. 1928 - † 2015)
- Karel Neffe, canottiere cecoslovacco (Praga, n. 1948 - Praga, † 2020)

## Cantanti(1)
- Karel Gott, cantante e attore ceco (Plzeň, n. 1939 - Praga, † 2019)

## Cantautori(1)
- Karel Kryl, cantautore e compositore ceco (Kroměříž, n. 1944 - Monaco di Baviera, † 1994)

## Cardinali(1)
- Karel Boromejský Kašpar, cardinale e arcivescovo cattolico ceco (Mirošov, n. 1870 - Praga, † 1941)

## Cardiologi(1)
- Karel Frederik Wenckebach, cardiologo olandese (L'Aia, n. 1864 - Vienna, † 1940)

## Cestisti(6)
- Karel Baroch, cestista e allenatore di pallacanestro cecoslovacco (n. 1939 - † 2001)
- Karel Bělohradský, cestista cecoslovacco (Praga, n. 1926 - Praga, † 2006)
- Karel Guzmán, cestista cubano (L'Avana, n. 1995)
- Karel Kuhn, cestista cecoslovacco (Praga, n. 1915 - † 1981)
- Karel Pastor, ex cestista olandese (n. 1946)
- Karel Vrolijk, ex cestista olandese (n. 1946)

## Ciclisti su strada(6)
- Karel De Baere, ciclista su strada e pistard belga (Sint-Niklaas, n. 1925 - Sint-Niklaas, † 1985)
- Karel Hník, ex ciclista su strada e ciclocrossista ceco (Jilemnice, n. 1991)
- Karel Kaers, ciclista su strada e pistard belga (Vosselaar, n. 1914 - Anversa, † 1972)
- Karel Leysen, ciclista su strada belga (Farciennes, n. 1925 - Coristanco, † 2007)
- Karel Thijs, ciclista su strada belga (Aartselaar, n. 1918 - Aartselaar, † 1990)
- Karel Vacek, ex ciclista su strada ceco (Praga, n. 2000)

## Compositori(5)
- Karel Goeyvaerts, compositore belga (Anversa, n. 1923 - Anversa, † 1993)
- Karel Husa, compositore e direttore d'orchestra ceco (Praga, n. 1921 - Apex, † 2016)
- Karel Blažej Kopřiva, compositore e organista ceco (Cítoliby, n. 1756 - Cítoliby, † 1785)
- Karel Kovařovic, compositore e direttore d'orchestra ceco (Praga, n. 1862 - Praga, † 1920)
- Karel Svoboda, compositore ceco (Praga, n. 1938 - Jevany, † 2007)

## Danzatori(1)
- Karel Pekelharing, ballerino e partigiano olandese (Hoorn, n. 1909 - Overveen, † 1944)

## Diplomatici(1)
- Karel Vašák, diplomatico e giurista ceco (n. 1929 - Strasburgo, † 2015)

## Direttori d'orchestra(2)
- Karel Ančerl, direttore d'orchestra e superstite dell'Olocausto ceco (Tučapy, n. 1908 - Toronto, † 1973)
- Karel Mark Chichon, direttore d'orchestra inglese (Londra, n. 1971)

## Dirigenti sportivi(1)
- Karel Poborský, dirigente sportivo e ex calciatore ceco (Třeboň, n. 1972)

## Filologi(1)
- Karel Jaromír Erben, filologo e poeta ceco (Miletín, n. 1811 - Praga, † 1870)

## Filosofi(1)
- Karel Kosík, filosofo ceco (Praga, n. 1926 - Praga, † 2003)

## Fondisti(1)
- Karel Tammjärv, fondista estone (Tartu, n. 1989)

## Generali(1)
- Karel Bonaventura Buquoy, generale tedesco (Arras, n. 1571 - Nové Zámky, † 1621)

## Giocatori di calcio a 5(1)
- Karel Janssen, ex giocatore di calcio a 5 belga (n. 1960)

## Giornalisti(3)
- Karel Čapek, giornalista, scrittore e drammaturgo ceco (Malé Svatoňovice, n. 1890 - Praga, † 1938)
- Karel Petrů, giornalista e allenatore di calcio cecoslovacco (Březové Hory, n. 1891 - † 1949)
- Karel van Wolferen, giornalista e scrittore olandese (n. 1941)

## Hockeisti su ghiaccio(3)
- Karel Hartmann, hockeista su ghiaccio ceco (Příbram, n. 1885 - Auschwitz, † 1944)
- Karel Rachůnek, hockeista su ghiaccio ceco (Zlín, n. 1979 - Jaroslavl', † 2011)
- Karel Wälzer, hockeista su ghiaccio cecoslovacco (Plzeň, n. 1888 - Praga, † 1948)

## Imprenditori(1)
- Karel Komárek, imprenditore ceco (Hodonín, n. 1969)

## Incisori(1)
- Karel van Mallery, incisore fiammingo (n. 1571)

## Maratoneti(1)
- Karel Lismont, ex maratoneta belga (Borgloon, n. 1949)

## Medici(2)
- Karel Fleischmann, medico ceco (Klatovy, n. 1897 - Campo di sterminio di Birkenau, † 1944)
- Gustav Hartlaub, medico e zoologo tedesco (Brema, n. 1814 - Brema, † 1900)

## Militari(1)
- Karel Čurda, militare cecoslovacco (Nová Hlína, n. 1911 - Praga, † 1947)

## Ostacolisti(1)
- Karel Nedvěd, ostacolista boemo

## Pallanuotisti(4)
- Karel De Vis, pallanuotista belga (Geel, n. 1937)
- Karel Meijer, pallanuotista olandese (Amsterdam, n. 1884 - Amstelveen, † 1967)
- Karel Schmuck, pallanuotista cecoslovacco (n. 1913)
- Karel Struijs, pallanuotista olandese (Amsterdam, n. 1892 - Naarden, † 1974)

## Pattinatori artistici su ghiaccio(1)
- Karel Zelenka, ex pattinatore artistico su ghiaccio italiano (Louny, n. 1983)

## Piloti automobilistici(1)
- Carel Godin de Beaufort, pilota automobilistico olandese (Maarsbergen, n. 1934 - Colonia, † 1964)

## Piloti di rally(1)
- Karel Loprais, pilota di rally ceco (Ostrava, n. 1949 - Nový Jičín, † 2021)

## Piloti motociclistici(3)
- Karel Abraham, pilota motociclistico ceco (Brno, n. 1990)
- Karel Hanika, pilota motociclistico ceco (Brno, n. 1996)
- Karel Pešek, pilota motociclistico ceco (Praga, n. 1992)

## Pittori(7)
- Karel Appel, pittore e scultore olandese (Amsterdam, n. 1921 - Zurigo, † 2006)
- Karel Dujardin, pittore olandese (Amsterdam - Venezia, † 1678)
- Karel Javůrek, pittore ceco (n. 1815 - † 1909)
- Karel van Mander III, pittore olandese (Delft, n. 1609 - † 1670)
- Karel van Mander, pittore, poeta e biografo fiammingo (Meulebeke, n. 1548 - Amsterdam, † 1606)
- Karel Škréta, pittore ceco (Praga, n. 1610 - Praga, † 1674)
- Karel Philips Spierincks, pittore fiammingo (Bruxelles - Roma, † 1639)

## Poeti(3)
- Karel Hlaváček, poeta e pittore ceco (Praga, n. 1874 - Praga, † 1898)
- Karel Mauser, poeta e scrittore sloveno (Bled, n. 1918 - Cleveland, † 1977)
- Karel Toman, poeta e giornalista ceco (Kokovice, n. 1877 - Praga, † 1946)

## Politici(8)
- Karel De Gucht, politico belga (Overmere, n. 1954)
- Karel Dillen, politico belga (Anversa, n. 1925 - Schilde, † 2007)
- Karel Kramář, politico cecoslovacco (Vysoké nad Jizerou, n. 1860 - Praga, † 1937)
- Karel Pinxten, politico belga (Overpelt, n. 1952)
- Karel Podgornik, politico e antifascista italiano (Chiapovano, n. 1878 - Salcano, † 1962)
- Karel Schwarzenberg, politico, nobile e imprenditore ceco (Praga, n. 1937 - Vienna, † 2023)
- Karel Urbánek, politico ceco (Bojkovice, n. 1941)
- Karel Van Miert, politico belga (Oud-Turnhout, n. 1942 - Beersel, † 2009)

## Pugili(1)
- Karel Miljon, pugile olandese (Amsterdam, n. 1903 - Bennebroek, † 1984)

## Registi(6)
- Karel Kachyňa, regista e sceneggiatore ceco (Vyškov, n. 1924 - Praga, † 2004)
- Karel Lamač, regista, sceneggiatore e attore ceco (Praga, n. 1887 - Amburgo, † 1952)
- Karel Plicka, regista e sceneggiatore cecoslovacco (Vienna, n. 1894 - Praga, † 1987)
- Karel Reisz, regista e critico cinematografico cecoslovacco (Ostrava, n. 1926 - Londra, † 2002)
- Karel Steklý, regista e sceneggiatore cecoslovacco (Praga, n. 1903 - Praga, † 1987)
- Karel Zeman, regista e animatore cecoslovacco (Ostroměř, n. 1910 - Gottwaldov, † 1989)

## Registi teatrali(1)
- Karel Hugo Hilar, regista teatrale e scrittore ceco (Sudoměřice u Bechyně, n. 1885 - Praga, † 1935)

## Scacchisti(4)
- Karel Mokrý, scacchista ceco (Prostějov, n. 1959)
- Karel Opočenský, scacchista cecoslovacco (Most, n. 1892 - Praga, † 1975)
- Karel Traxler, scacchista e compositore di scacchi boemo (Vlachovo Březí, n. 1866 - Volyně, † 1936)
- Karel Treybal, scacchista cecoslovacco (Kotopeky, n. 1885 - Praga, † 1941)

## Scrittori(11)
- Karel Matěj Čapek-Chod, scrittore ceco (Domažlice, n. 1860 - Praga, † 1927)
- Lodewijk van Deyssel, scrittore olandese (Amsterdam, n. 1864 - Haarlem, † 1952)
- Karel Havlíček Borovský, scrittore ceco (Havlíčkova Borová, n. 1821 - Praga, † 1856)
- Karel Hynek Mácha, scrittore ceco (Praga, n. 1810 - Litoměřice, † 1836)
- Karel Nový, scrittore ceco (Benešov, n. 1890 - Praga, † 1980)
- Karel Poláček, scrittore ceco (Rychnov nad Kněžnou, n. 1892 - Auschwitz, † 1945)
- Karel Sabina, scrittore ceco (Praga, n. 1813 - † 1877)
- Karel Schoeman, scrittore sudafricano (Trompsburg, n. 1939 - Bloemfontein, † 2017)
- Karel Vaněk, scrittore e giornalista ceco (Kostelec nad Černými lesy, n. 1887 - Praga, † 1933)
- Karel van de Woestijne, scrittore belga (Gand, n. 1878 - Zwijnaarde, † 1929)
- Karel Širok, scrittore e poeta sloveno (San Martino Collio, n. 1889 - Begunje na Gorenjskem, † 1942)

## Sociologi(1)
- Karel Dobbelaere, sociologo belga (Nieuwpoort, n. 1933 - Heverlee, † 2024)

## Sollevatori(2)
- Karel Prohl, sollevatore cecoslovacco (Loket, n. 1947)
- Karel Saitl, sollevatore cecoslovacco (Velké Němčice, n. 1924 - Zlín, † 2020)

## Tennisti(2)
- Karel Koželuh, tennista, calciatore e hockeista su ghiaccio cecoslovacco (Praga, n. 1895 - Praga, † 1950)
- Karel Nováček, ex tennista ceco (Prostějov, n. 1965)

## Teologi(1)
- Karel Vladimir Truhlar, teologo, poeta e gesuita sloveno (Gorizia, n. 1912 - Renon, † 1977)

## Velocisti(1)
- Karel Kolář, velocista cecoslovacco (Jindřichův Hradec, n. 1955 - † 2017)

## Vescovi cattolici(3)
- Karel Choennie, vescovo cattolico surinamese (Suriname, n. 1958)
- Karel Herbst, vescovo cattolico e attivista ceco (Praga, n. 1943)
- Karel Skoupý, vescovo cattolico ceco (Lipůvka, n. 1886 - Brno, † 1972)

## Violinisti(2)
- Karel Halíř, violinista ceco (Vrchlabí, n. 1859 - Berlino, † 1909)
- Carl Stamitz, violinista, violista e compositore tedesco (Mannheim, n. 1745 - Jena, † 1801)